# Facetiæ
A Facetiæ („tréfák”) Poggio Bracciolini által 1470-ben kiadott vicc-antológiája, mely az első nyomtatott viccgyűjteményt tartalmazó könyv volt. A gyűjteménynek, melyre gyakran „a reneszánsz leghíresebb vicckönyveként” hivatkoznak, egyik jellemzője az, hogy számos székeléssel, szellentéssel kapcsolatos viccet is tartalmaz.

## Nyomtatott története
Az eredeti kiadásai ritkán lelhetőek fel, és nincs róluk jól meghatározott nyilvántartás, mint az ősnyomtatványok esetében általában. Idejében egyértelműen népszerű volt: egy 1894-es bibliográfia 20 kiadást említ és tartalmazza, hogy a legrégebbi példányt Georgius Lauer (a késő 15. században) nyomtatta, mely Hain 13179 néven ismert (110 ívet tartalmazó, kvartó formátumú könyv). A második legrégebbi a 100 ívet tartalmazó Reichling 1919. A 110 íves változat – bár sokáig ezt tartották az eredeti formának – jelenlegi ismereteink szerint később készült, mint a Hain példány; mindkettőt Rómában készítették az 1470/1471-es évben.
A Hain 13182 – mely 1473-1476 között készült – eredete Lengyelország. Christophorus Valdarfer is nyomtatott egy kiadást Velencében 1470/1471-ben (76 ív terjedelemben), és Andreas Belfortis szintén, az 1471-es évre datálva. Lotte Helliga szerint a velencei kiadás régebbi lehet, mint Lauer római változata, mely utóbbi valószínűleg az előbbit használta mintaként.
A 15. századból több példány is maradt.

## A történetek
„Egy napon megyénk egyik parasztját megkérdé földesura, hogy vajon melyik számára az évnek azon időszaka, melyben a legelfoglaltabb.

– Május – volt a válasz.

– Hogyan lehetséges ez? – kérdé a földesúr – Hiszen ebben a hónapban nincs mit tenni a földeken!

– Ennek az az oka – válaszolt a földműves –, hogy ekkor egyszerre kell ellátnunk a saját asszonyainkat és a tiédet is.”

A történetek egy része klasszikus párbeszédként, mások pedig harmadik személybeli mesélőként mondanak el tréfás vagy szokatlan szituációkat.